# 문화 류씨
문화 류씨(文化 柳氏)는 황해도 신천군 문화면을 본관으로 하는 한국의 성씨이다.

## 역사
『문화류씨세보』에 따르면 시조 류차달(柳車達)은 왕건이 후백제를 정벌할 때 군량을 보급한 공으로 대승(大丞)에 제수되었고 삼한공신(三韓功臣)의 호를 받았다. 《문화류씨족보》 흥률사 상량문에 의하면 류차달은 903년 나주전투에서 태봉국 왕건 장군에게 가병 천명과 군량을 제공했다고 한다.
문화 류씨의 시조는 대승공(大丞公) 류차달(柳車達)로 남북국시대 때의 유주(儒州)[1] 출신이다. 자는 응통(應通), 호(號)는 아사(鵝沙)였으며 문화류씨족보 흥률사 상량문에 의하면 류차달은 903년 나주 전투에서 태봉의 장군이었던 왕건에게 신군(가병) 천 명과 군량을 제공하기 시작하여 936년 후삼국통일 때까지 군량을 제공하였다. 왕건이 고려 개국후 삼한공신이란 호를 내렸다는 기록은 있으나 차달이라는 이름을 하사했다는 기록은 없다. 그렇다면 고려 건국 이전부터 류차달이란 이름으로 지원한 게 된다. 고려 태조 왕건(王建)이 남방을 정벌할 때 수레를 많이 내어 군량을 보급함으로써 그 공으로 대승(大丞)에 제수되었고 아울러 삼한공신(三韓功臣)의 호를 받았다. 그 독자인 좌윤공(佐尹公) 류효금(柳孝金)이 일찍이 구월산을 지나다가 큰 범을 만나 그 입 속에 걸려 있던 비녀를 빼내 주었는데 그날 밤 꿈에 범이 나타나 이르기를 나는 산신령인데 무슨 물건이 목에 걸려 심히 괴롭던 중 공이 나를 구해 주었으니 그 음덕으로 공의 자손은 반드시 대대로 경상(卿相)이 될 것이라고 하였다. 그리고 7세손인 문간공(文簡公) 류공권(柳公權)이 고려 명종(明宗)때 정당문학(正堂文學)과 참지정사(參知政事) 등을 지내고 문장과 글씨로 명성을 떨쳤으며, 그의 아들 류언침(柳彦琛)과 류택(柳澤)으로부터 크게 두 갈래로 갈라져서 그 후손들이 현재 문화류씨의 양대 산맥을 이루고 있다. 그 후 문정공(文正公) 류경(柳璥)[2], 정신공(貞愼公) 류승(柳陞), 장경공(章敬公) 류돈(柳墩) 등 수 대를 연이어 증시(贈諡)를 받아, 문화 류씨는 고려조에 소위 사세오공(四世五公)의 벌족(閥族)으로서 일찍부터 삼한갑족(三韓甲族)으로 일컬어졌다.
문화 류씨는 조선조에 들어와서도 많은 인물을 배출했는데, 134인이 대과(大科)에 급제하여 음사(蔭仕)를 포함 실직당상관이 90여인에 이르렀다. 그중에 상신(相臣) 9인, 호당(湖堂) 5인, 청백리(淸白吏) 4인, 공신(功臣) 11인 등이 배출되었다. 시호(諡號)는 22장이 내렸는데, 그중 문시(文諡)는 7장이다.
유명한 인물로는 조선 초기 청렴한 재상으로 유명한 하정(夏亭) 류관(柳寬), 사육신 낭간(琅玕) 유성원(柳誠源), 을사사화 때 강직한 대신이었던 송암(松菴) 류관(柳灌), 임진왜란 때 선무공신 문흥군(文興君) 류사원(柳思瑗), 영의정을 지낸 유상운(柳尙運)과 유상운의 아들이자 좌의정을 지낸 유봉휘(柳鳳輝), 실학자 반계(磻溪) 유형원(柳馨遠), 발해고를 쓴 영재(泠齋) 유득공(柳得恭) 등이 있다. 그 밖에 초야에서 학문에 전념한 유현(儒賢)과 충의효렬(忠義孝烈)로 정려(旌閭)와 복호(復戶)의 은전을 받은 사람이 80여 인에 이르고 무과 및 소과에 급제한 인물도 상당히 많다고 한다.
문화류씨는 고려 때 4대 명족[3], 조선 때 8대성으로 일컬어져 왔다. 문화 류씨의 족보인 영락보(永樂譜, 1423년)는 우리나라 최초의 족보이지만, 실존하지 않아서 안동 권씨 성화보(1477)가 현전하는 가장 오래된 족보이다. 영락보 다음으로 편찬된 문화 류씨 가정보(嘉靖譜, 1562년)는 현재 실존하는 족보 중에서 두 번째로 오래되었으며, 그 기록의 정확성이 여타 족보보다 꽤 정확성이 높다고 한다.
문화 류씨에서 선산 류씨가 갈라져 나왔는데 선산 류씨도 문화 류씨와 같은 족보를 쓴다고 한다. 또한 진주 류씨 중 이류(移柳) 진주 류씨도 문화 류씨 시조 대승공 류차달의 10세손 류인비를 시조로 한다.
문화 류씨의 관향인 황해도의 문화(文化) 고을은 남북국시대의 발해와 고려 초 · 중기에는 유주(儒州)로 불렸고, 감무(監務)를 두어 다스리던 지역인데, 고종 46년(1259년) 위사공신(衛社功臣) 류경(柳璥)의 고향이라 하여 문화로 개칭함과 동시에 현(縣)으로 승격시켜 현령(縣令)을 두었다. 조선조에 이르러서도 그대로 문화현으로 존속시켜 오다가 고종 32년(1895년)에 군(郡)으로 되었고, 그 이후 신천군(信川郡)에 병합되어 문화면이 되었다.

## 분파
- 시조 : 류차달(대승공)
- 2세 : 류효금(좌윤공)
- 3세 : 류금환(대장군 중윤)
- 4세 : 류노일(검교대장군)
- 5세 : 류보춘(검교소부소감)
- 6세 : 류총(검교소부소감)
- 7세 : 류공권(문간공)
- 8세 : 류언침(상서공), 류택(복야공)

### 尙書公(상서공)
| 8  | 언침(彦沉) | 상서공 |            |          |          |        |            |        |            |          |            |        |
| 9  | 순(淳)     | 밀직사 |            |          |          |        |            |        |            |          |            |        |
| 10 | 성비(成庇) | 충성공 |            |          |          |        |            |        | 자성(資成) | 문산공   | 원비(元庇) | 문평군 |
| 11 | 당(溏)     | 시랑공 | 식(湜)     | 상호군   |          |        |            |        | 소(韶)     | 추밀부사 | 포(浦)     | 판중추 |
| 12 | 사우(司雨) |        | 안택(安澤) | 삼사판관 |          |        | 안우(安祐) | 군사   | 평(坪)     | 판밀직사 | 개(開)     | 태학사 |
| 13 |            |        | 임(臨)     | 판전농정 | 관(寬)   | 문간공 | 희(羲)     | 장령공 | 익정(益貞) | 곤산군   | 소(沼)     | 판서공 |
| 14 |            |        | 사눌(思訥) | 문숙공   |          |        |            |        |            |          |            |        |
|    | 시랑공파   |        | 문숙공파   |          | 하정공파 |        | 장령공파   |        | 곤산군파   |          | 문평군파   |        |

### 僕射公(복야공)
| 8  | 택(澤)          | 복야공   |            |        |            |          |            |        |            |        |            |        |            |        |          |        |
| 9  | 경(璥)          | 문정공   |            |        |            |          |            |        |            |        |            |        |            |        |          |        |
| 10 | 승(陞)          | 정신공   |            |        |            |          |            |        |            |        |            |        |            |        |          |        |
| 11 | 인수(仁修)      | 중문사공 | 돈(墩)     | 장경공 |            |          |            |        |            |        | 인기(仁琦) | 온정공 |            |        |          |        |
| 12 | 정(靖)          | 밀직사   | 총(總)     | 대언   | 진(鎭)     | 문화군   |            |        |            |        | 보발(甫發) | 대언   |            |        |          |        |
| 13 |                 |          | 만수(曼殊) | 좌상공 | 원현(元顯) | 검한성공 | 정현(廷顯) | 정숙공 | 정무(廷懋) | 판사공 | 계고(繼高) | 지후   | 계조(繼祖) | 문화군 |          |        |
| 14 |                 |          |            |        |            |          |            |        |            |        | 자(滋)     | 수사공 | 신(信)     | 부윤공 | 량(亮)   | 충경공 |
|    | 중문 지후사공파 |          | 좌상공파   |        | 검한성공파 |          | 정숙공파   |        | 판사공파   |        | 수사공파   |        | 부윤공파   |        | 충경공파 |        |

### 인구
14개 파(派) 중 충경공파, 좌상공파, 하정공파, 검한성공파, 중문지후사공파가 가장 인구가 많다.
| # | 분파               | 비율(%) | 인구수(명) | 분파                           | 비율(%) | 인구수(명) |
| - | ------------------ | ------- | ---------- | ------------------------------ | ------- | ---------- |
| 1 | 侍郎公派(시랑공파) | 2.94    | 9,348      | 中門祗候使公派(중문지후사공파) | 7.04    | 22,360     |
| 2 | 文肅公派(문숙공파) | 1.94    | 6,163      | 左相公派(좌상공파)             | 15.76   | 50,059     |
| 3 | 夏亭公派(하정공파) | 18.43   | 58,560     | 檢漢城公派(검한성공파)         | 10.28   | 32,662     |
| 4 | 掌令公派(장령공파) | 0.77    | 2,461      | 貞肅公派(정숙공파)             | 2.63    | 8,366      |
| 5 | 崑山君派(곤산군파) | 5.34    | 16,962     | 判事公派(판사공파)             | 1.37    | 4,357      |
| 6 | 文平君派(문평군파) | 2.79    | 8,874      | 水使公派(수사공파)             | 0.05    | 163        |
| 7 |                    |         |            | 府尹公派(부윤공파)             | 0.94    | 2,983      |
| 8 |                    |         |            | 忠景公派(충경공파)             | 29.70   | 94,355     |
|   | 합계               | 29.43   | 102,368    |                                | 67.77   | 215,305    |

## 항렬자
- 대동항렬

| 31세          | 32세              | 33세          | 34세              | 35세          | 36세              | 37세          | 38세              | 39세          | 40세              | 41세          | 42세              | 43세          | 44세              | 45세          | 46세              | 47세          | 48세              | 49세          | 50세              | 51세          | 52세              | 53세          | 54세              | 55세          | 56세              | 57세          | 58세              | 59세          | 60세              |
| ------------- | ----------------- | ------------- | ----------------- | ------------- | ----------------- | ------------- | ----------------- | ------------- | ----------------- | ------------- | ----------------- | ------------- | ----------------- | ------------- | ----------------- | ------------- | ----------------- | ------------- | ----------------- | ------------- | ----------------- | ------------- | ----------------- | ------------- | ----------------- | ------------- | ----------------- | ------------- | ----------------- |
| 근(根) 인(寅) | 口열(烈) 口걸(杰) | 지(志) 재(在) | 口선(善) 口현(鉉) | 제(濟) 호(浩) | 口환(桓) 口간(榦) | 영(榮) 황(煌) | 口곤(坤) 口헌(憲) | 종(鍾) 용(鏞) | 口영(泳) 口승(承) | 래(來) 채(采) | 口희(熙) 口로(魯) | 응(膺) 증(增) | 口호(鎬) 口구(銶) | 온(溫) 준(濬) | 口억(檍) 口락(樂) | 병(炳) 형(炯) | 口기(璣) 口재(栽) | 회(會) 회(澮) | 口우(雨) 口하(河) | 본(本) 빈(彬) | 口연(然) 口훈(勳) | 수(壽) 수(垂) | 口탁(鐸) 口갑(鉀) | 한(漢) 한(瀚) | 口동(東) 口병(秉) | 영(寧) 응(應) | 口주(周) 口요(堯) | 련(鍊) 전(銓) | 口기(沂) 口태(泰) |